# 金钱游戏 (2005年电影)
《金钱游戏》（英語：Two for the Money）是一部2005年美国运动劇情片，由D·J·克魯索执导，艾尔·帕西诺、马修·麦康纳、蕾妮·罗素、阿曼德-阿桑特和卡莉·波普主演。影片讲述了体育赌博世界的故事。影片于2005年10月7日上映。这是自1990年《手足三人组》之后，环球影业发行的第一部摩根克利克制作公司制作的电影。